# Friedemann Layer
Pour les articles homonymes, voir Layer.
Friedemann Layer (né le 30 octobre 1941 à Vienne et mort le 3 novembre 2019 à Berlin) est un chef d'orchestre autrichien.

## Biographie
Friedemann Layer naît le 30 octobre 1941 à Vienne.
Il étudie à l'Académie de musique et des arts du spectacle de Vienne, entre autres auprès de Hans Swarowsky, et fait ses débuts à vingt-et-un ans comme chef d'orchestre à l'Opéra d'Ulm. Il est l'assistant d'Herbert von Karajan et de Karl Böhm, en même temps que directeur des études au festival de Salzbourg,.
En 1974, il devient premier chef au Deutsche Oper am Rhein à Düsseldorf, poste qu'il occupe jusqu'en 1986, puis est directeur général de la musique à Mannheim entre 1987 et 1990.
De 1994 à 2007, Friedemann Layer est directeur musical de l'opéra et de l'orchestre philharmonique (puis national) de Montpellier, où il acquiert une renommée internationale grâce au Festival Radio France, en particulier ; il enregistre également un certain nombre de disques avec cet orchestre et donne lors du festival de nombreux ouvrages rares ou méconnus,.
De l'automne 2007 à 2009, il est de nouveau directeur général de la musique à Mannheim, devenant ainsi le premier à occuper par deux fois ce poste.
Comme chef invité, Friedemann Layer dirige aux opéras de Paris, Bruxelles, Bâle, mais également Berlin et Dresde. Il se distingue dans le répertoire lyrique, aussi bien mozartien que contemporain. À la baguette, il est le créateur d'œuvres d'Aribert Reimann (création mondiale de Chacun sa chimère, 1982, et de Die Gespenstersonate, 1984 ; création française de Lear à l'Opéra de Paris, 1982), Nicolas Bacri (Symphonie no 6, 2003), Guillaume Connesson (Supernova, 1997), Giselher Klebe (Symphonie no 7, 2003) et René Koering (Les Oiseaux dans la tourmente, 1993), notamment.
Friedemann Layer meurt le 3 novembre 2019 à Berlin, à l'âge de 78 ans,.

## Discographie
- Franco Alfano - Risurrezione
- Jacques Offenbach - Die Rheinnixen
- Ottorino Respighi - La campana sommersa
- Cristiano Giuseppe Lidarti - l'oratorio Esther
- Amilcare Ponchielli - Marion Delorme
- Zoltán Kodály - Hary Janos
- Francesco Cilea - L'Arlesiana
- Antoine Mariotte -  Salomé